# Popivka, Romnî
Popivka (în ucraineană Попівка) este un sat în comuna Bilovod din raionul Romnî, regiunea Sumî, Ucraina.

## Demografie
Componența lingvistică a localității Popivka
     Ucraineană (96,81%)
     Rusă (3,19%)
Conform recensământului din 2001, majoritatea populației localității Popivka era vorbitoare de ucraineană (96,81%), existând în minoritate și vorbitori de rusă (3,19%).